# Sedžong Veliký
Sedžong Veliký (15. května 1397 – 8. dubna 1450) byl čtvrtý panovník korejského království Čoson, kterému vládl v letech 1418 až 1450.

## Život
Narodil se jako třetí syn krále z dynastie Čoson Tchedžonga a královny Wongjong. Za jeho vlády nastal kulturní a hospodářský rozkvět. Prosazoval konfuciánskou politiku a výrazně omezil moc buddhistických kněží. Na jeho popud bylo v roce 1443 vytvořeno korejské hláskové písmo hangul, kterému však trvalo 400 let, než nahradilo původní složité čínské znaky.
Je jedním ze dvou panovníků v korejských dějinách, kteří si vysloužili přízvisko Veliký.